# Vincente Minnelli
Vincente Minnelli   (Chicago, 28 de febrer de 1903 - Beverly Hills, 25 de juliol de 1986) fou un director de cinema estatunidenc.

## Inicis
Lester Anthony Minnelli va néixer a Chicago (Illinois), i va ser l'últim fill supervivent de la parella de Mina Mary LaLouette Le Beau i Vincent Charles Minnelli. La seva mare era una canadenca francòfona (probablement amb avantpassats indígenes) mentre que el seu avi (Vincent Minnelli), era immigrant sicilià, la qual cosa respon al seu cognom italià. Però el que més destaca dels seus primers anys és que va viure i va créixer en una família de teatre. De fet, el seu pare era el director del Minnelli Brothers' Tent Theater, que creuava tot el Mitjà oest dels Estats Units. Va ser així com el petit Lester viatjava entre Delaware i Chicago. De totes maneres, no va deixar els estudis i això li va permetre entrar a la universitat.
Una vegada graduat, Minelli treballa en una sastreria d'una vídua a Marshall Fields. Però aviat deixa aquest treball per buscar una oportunitat al món de la faràndula. Allà comença un innombrable llistat de treballs relacionats amb el món del teatre (assistent de fotografia, ajudant de producció, etc.) fins a arribar a ser director d'escenaris en el Radio City Music Hall de Nova York i, fins i tot, en va dirigir eventualment alguns musicals a Broadway el 1935, muntant entre altres l'espectacle Ziegfeld Follies. El 1937, fa el salt al cinema amb els seus primers treballs per a la Paramount, però no seria fins al 1940, en conèixer al productor de la Metro-Goldwyn-Mayer Arthur Freed; amb la nova feina, s'instal·la definitivament a Hollywood.
En aquell moment, el panorama del musical (a excepció de les pel·lícules de la meravellosa parella formada per Fred Astaire i Ginger Rogers) era realment descoratjador. Però Minelli no va perdre l'esperança i va començar a estudiar el funcionament de la indústria, col·laborant en unitats de direcció de Freed de les pel·lícules Strike Up the Band (1940) i Babes on Broadway (1941), amb Mickey Rooney o Judy Garland (la seva futura esposa de 1945 a 1951). El debut com a director arribaria amb el musical Cabin in the Sky (1943), un film modest i que va passar discretament per la crítica i el públic però que va marcar el rumb de la seva filmografia com a director.

## Consolidació a Hollywood
Després del seu debut i amb el suport de Freed, Minnelli lluita amb la MGM i amb la mateixa Judy Garland (en aquell temps rutilant estrella després de l'èxit d'El mag d'Oz) per poder realitzar amb ella Meet Me in St. Louis. Al final, la va arribar a dirigir el 1944 i es va convertir en un absolut èxit. I és que el resultat va ser un magnífic film en Technicolor i costumista (Minnelli era un amant del cinema en color i de les pel·lícules d'època) on es retrata la vida de la família Smith i de les seves dues romàntiques filles. A més, aquesta pel·lícula deixava una de les seves primeres cançons que passaran a la posteritat: The Trolley Song.
El rutilant èxit de Meet Me in St. Louis i el seu casament amb Garland, converteix a Minnelli en un dels millors valors d'Arthur Freed, que es va veure ratificat amb la gran acceptació de públic que va tenir The clock el 1945, una comèdia romàntica no musical i que confirma Minnelli com un dels directors més versàtils de Hollywood els 40. Poc després, tornaria a triomfar amb el remake de Ziegfeld Follies (1946), comprovant que Minelli és un dels cineastes més imaginatius i frescos del moment.
De totes maneres, els seus següents dos projectes no van córrer la mateixa sort. Van ser els musicals Iolanda i el lladre (1945) i El pirata (1948), no van connectar amb el públic. En especial, sorprèn aquesta segona. El pirata va donar a conèixer Gene Kelly (amb Judy Garland d'acompanyant) i la cançó Be a clown cantada per ambdós protagonistes. Però no va ser del grat ni de la crítica ni del públic per considerar un excés del director.

## Minelli deixa els musicals
A finals dels 40, la relació sentimental entre Garland i Minelli començava a no ser la ideal, malgrat el naixement de Liza, la després coneguda Liza Minnelli. Això unit als fracassos en taquilla dels seus dos projectes anteriors, van fer que el director s'allunyés per un temps dels projectes musicals.
Els fracassos van provocar que la MGM controlés una mica més els seus pròxims treballs. Va ser així com va crear la nova versió de Madame Bovary (1949), un drama romàntic. De totes maneres, aviat va trobar un dels seus millors filons: el de la comèdia. Va ser el 1950 quan rodaria El pare de la núvia, protagonitzada per Spencer Tracy i Elizabeth Taylor com pare i filla respectivament. La cinta es converteix en una deliciosa pel·lícula on es compta els traumes d'un pare davant de l'imminent casament del seu fill. La pel·lícula es converteix en un èxit tan espectacular a tot el món que Minnelli es veu obligat a realitzar la seqüela un any més tard, Father's Little Dividend.

## Nous projectes musicals
Amb el crèdit recuperat, Minnelli no ha oblidat la seva autèntica tendència: els musicals. Novament amb l'ajuda d'Arthur Freed, s'embarca el 1951 en l'ambiciós Un americà a París amb Gene Kelly i, en aquell temps, una desconeguda ballarina anomenada Leslie Caron com protagonistes, i amb George Gershwin com a compositor. Un americà a París suposa la primera pedra de la concepció moderna del cinema musical (recerca de l'espai més que del decorat i selecció pictòrica i gairebé obsessiva dels colors per identificar els personatges). L'escena final de 16 minuts (de caràcter oníric) on Kelly i Caron ballen igual com ho fa la càmera és l'exemple màxim de la concepció de Minnelli i també de Kelly, el qual portaria aquesta idea al seu altre gran èxit Cantant sota la pluja. Tot això més el seu èxit en taquilla li va valer a la pel·lícula l'Oscar a la millor pel·lícula el 1952.
Després d'aquest projecte, Minelli comença a alternar els musicals amb cintes d'un altre estil. De fet, el següent són The Bad and the Beautiful (1952) protagonitzat per Kirk Douglas, Lana Turner i Gloria Grahame. Una pel·lícula que suposa dos elements innovadors en la filmografia del director. La primera és que està filmada en blanc i negre, renunciant a un dels seus principals pilars de la seva idea com a artista: el color. I el segon, Minnelli és un dels primers directors que realitza un projecte on mostra les misèries de la mateixa indústria cinematogràfica.
Un any després, torna Minnelli a un projecte musical Melodies de Broadway (1953). Una satisfacció doble per al director i Freed: primer perquè va ser un dels èxits de taquilla més importants de la carrera de Minnelli i segon perquè per fi i després de tants anys, el director va poder treballar amb Fred Astaire i Cyd Charisse. Aquesta combinació fa de Melodies de Broadway, una de les joies en la història del gènere musical.
En la segona meitat de la dècada dels 50, segueix la fórmula de l'artista d'alternar pel·lícules musicals amb comèdies o drames. Tot això en una imparable producció del director que llançava una o dues pel·lícules per any. Així arribaria The Long, Long Trailer (1954), Brigadoon (1954), que era una adaptació d'un musical de Broadway amb Gene Kelly i Cyd Charisse, Kismet (1955) i Te i simpatia, una comèdia romàntica amb Deborah Kerr.

## Arriba l'Oscar
El 1956, arriba una altra de les pel·lícules més recordades del director, Lust for Life. La pel·lícula mostra la maduresa del director en altres formats que no són els estrictament musicals. Representa un drama vital sobre la vida de Vincent Van Gogh (Kirk Douglas), i on Minnelli fusiona el seu propi concepte pictòric de les pel·lícules amb les del mateix pintor holandès, obtenint-ne una magnífica i majestuosa obra pictòrica en moviment. En aquest film apareix també Anthony Quinn interpretant Paul Gauguin qui, a tall d'anècdota, avui dia continua sent l'actor que ha guanyat un Oscar apareixent menys a la pel·lícula de la qual és nominat. Quinn tan sols apareix en 9 minuts dels 122 que dura el film. A part de Quinn, Lust for Life va estar nominada a tres Oscars més (millor actor, millor direcció i millor guió adaptat), obtenint només el de Quinn. L'Oscar al millor director es continuava resistint.
Després de la biografia de Van Gogh, Minnelli va tornar al seu frenètic treball amb Designing Woman (1957) i The Reluctant Debutante (1958), obres menors del director però de gran acceptació del públic.
Però on se li obririen les portes de l'Acadèmia seria amb la seva següent producció Gigí (1958). La pel·lícula narra la vida d'un conquistador faldiller i les seves relacions amb una bella col·legiala en un París idíl·lic de primers de segle i suposa un exquisit retrat ple de colorit i vida. Però el més important d'aquesta pel·lícula, va ser el reconeixement unànime dels seus col·legues nomenant la pel·lícula a nou Oscars i aconseguint els nou, entre ells les de millor director, millor pel·lícula i millor cançó (la deliciosa cançó interpretada per Maurice Chevalier Thank Heaven for Little Girls). Minelli entrava ja en el selecte club dels directors oscaritzats.
L'Oscar va catapultar la qualitat dels següents projectes de Minelli, almenys pel que fa a curt termini. Les seves següents pel·lícules van ser destacables Com un torrent (1959) i Amb ell va arribar l'escàndol (1960).
Escriu les seves memòries, I Remember it Well, títol que fa referència a una cançó del seu film Gigí.

## Anys de decadència artística
El nou rencontre amb la seva exesposa Judy Garland en el musical Bells Are Ringing (1960) va ser un rotund fracàs. El que no podia intuir Minelli és que el gust del públic per les obres musicals començava a canviar (West Side Story és un clar exemple).
Això va precipitar el declivi de Minnelli. Les següents pel·lícules del director van ser Els quatre genets de l'apocalipsi (1962) i Dues setmanes en una altra ciutat (1962). Aquesta última, descriu el declivi de Hollywood i, curiosament, pateix un paral·lelisme amb la del mateix realitzador.
Durant els anys 60, Minnelli va divagar en comèdies comercialment satisfactòries però de poc interès artístic. El final de la seva carrera va acabar amb dos musicals: On a Clear Day You Can See Forever (1970) amb Barbra Streisand, i una commovedora Nina, una qüestió de temps (1976), interpretada per la seva filla Liza Minnelli i que seria la seva pel·lícula pòstuma. El 1974, va publicar les seves memòries sota el títol I Remember It Well.

## Filmografia
- Panama Hattie (1942)
- Cabin in the Sky (1943)
- I Dood It (1943)
- Meet Me in St. Louis (1944)
- The Clock (1945)
- Iolanda i el lladre (1945)
- Ziegfeld Follies (1946)
- Undercurrent (1946)
- Till the Clouds Roll By (1946) (segments de Judy Garland)
- El pirata (1948)
- Madame Bovary (1949)
- El pare de la núvia (1950)
- Father's Little Dividend (1951)
- Un americà a París (1951)
- Lovely to Look At (1952)
- The Bad and the Beautiful (1952)
- The Story of Three Loves (1953) (segment "Madamoiselle")
- Melodies de Broadway (1953)
- The Long, Long Trailer (1954)
- Brigadoon (1954)
- The Cobweb (1955)
- Kismet (1955)
- Van Gogh, la passió de viure (1956)
- Te i simpatia (1956)
- Designing Woman (1957)
- The Seventh Sin (1957)
- Gigí (1958)
- The Reluctant Debutante (1958)
- Com un torrent (1958)
- Amb ell va arribar l'escàndol (1960)
- Bells Are Ringing (1960)
- Els quatre genets de l'apocalipsi (1962)
- Dues setmanes en una altra ciutat (1962)
- El festeig del pare de l'Eddie (1963)
- Adéu, Charlie (1964)
- Castells a la sorra (1965)
- On a Clear Day You Can See Forever (1970)
- Nina, una qüestió de temps (1976)